# Angelonia alternifolia
Angelonia alternifolia är en grobladsväxtart som beskrevs av V. C. Souza. Angelonia alternifolia ingår i släktet Angelonia och familjen grobladsväxter. Inga underarter finns listade i Catalogue of Life.